# Xenochrophis melanozostus
Xenochrophis melanozostus är en ormart som beskrevs av Gravenhorst 1807. Xenochrophis melanozostus ingår i släktet Xenochrophis och familjen snokar. IUCN kategoriserar arten globalt som livskraftig. Inga underarter finns listade i Catalogue of Life.
Arten förekommer på Java och på Bali. De flesta exemplar har anpassad sig till människan och de vistas i risodlingar. Andra individer lever i träskmarker eller vid vattenansamlingar som dammar, pölar och vattendrag. Honor lägger ägg.
The Reptile Database listar arten i släktet Fowlea.